# Filomena Salemme
Maria Filomena Salemme de Moraes (Santo André) est une journaliste et professeure d'université brésilienne. Diplômée en journalisme de l'Université Metodista en 1991, elle est devenue maître en communication de à la Faculdade Cásper Líbero en 2016. Elle enseigne le journalisme radiophonique à cette institution universitaire.
Elle a travaillé à la radio du Diário do Grande ABC et à la Rádio Eldorado. Elle a été éditrice en chef de la radio Estadão ESPN.

## Prix
- Ayrton Senna, 2001, avec "Adultos precoces"[3],[4].
- Imprensa Embratel, 2003, avec "Um retrato da fome"[5].
- Premio Nuevo Periodismo, 2003, avec "Um retrato da fome"[3],[4].
- Troféu Mulher Imprensa (finaliste), 2011[6].